# Montauri
Montauri is een gemeente in de Braziliaanse deelstaat Rio Grande do Sul. De gemeente telt 1.606 inwoners (schatting 2009).